# Пели, Иштван
Иштван Пели (венг. István Pely; р. 1974, Америка) — трёхмерный художник и проектировщик игр.
Он развил три компьютерных игры независимо. Заслуги: ведущий художник Oblivion, автор игр Symbiocom и Zero Critical (научная фантастика). Но он в конечном счёте решил сосредоточиться только на трёхмерном искусстве.
Из-за его интереса для производственная инженерия и машиностроение, его последний проект (MOVKUP) — об исследовании фантастических проектов.
Работает в Bethesda Game Studios с 2006 года. Иштван служил ведущим художником Fallout 3, Fallout 4 и Starfield.